# Artur Edler von Mecenseffy
Artur Edler von Mecenseffy (Vienna, 23 giugno 1865 – Campo Gallina, 6 ottobre 1917) è stato un generale austro-ungarico.

## Biografia
Nacque nel 1865 a Vienna. Il padre, Emil, fu un importante funzionario della Banca Nazionale Austriaca a Vienna nobilitato nel 1889. Artur si arruolò nel 1882 come volontario nei pionieri. Partendo con il grado da soldato semplice raggiunse tre anni dopo il grado di sottotenente. Dal 1889 al 1891 frequentò la scuola di guerra per prendere poi servizio come ufficiale di Stato maggiore.

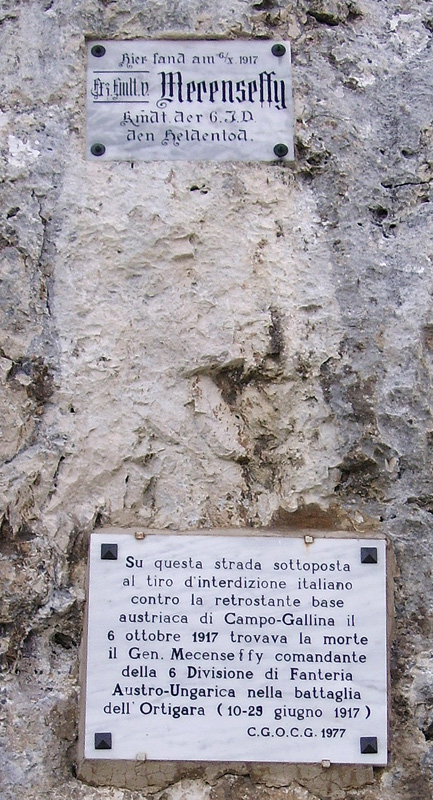
Lapidi presso il luogo della morte del feldmaresciallo, ribattezzato Selletta Mecenseffy

Nel 1894 fu promosso a capitano di Stato maggiore e dal 1895 al 1909 lavorò quasi ininterrottamente nell'ufficio operazioni dello Stato maggiore dell'Esercito austro-ungarico. Nel 1907 fu promosso a colonnello. Contribuì alla elaborazione del cosiddetto piano "U", un piano segretissimo per l'occupazione dell'Ungheria in caso di disordini. Il lavoro presso lo Stato maggiore fu interrotto da due periodi in cui svolse il suo servizio attivo presso la truppa e precisamente dal novembre 1899 al novembre 1900 presso il 1º Reggimento Kaiserjäger e dal novembre 1906 al novembre 1907 presso il 3º Reggimento Kaiserjäger. Nel 1909 fu nominato a capo dell'ufficio nello Stato maggiore che si occupò dell'organizzazione delle retrovie dove contribuì alla elaborazione del regolamento di servizio.
Nel 1912 fu promosso a Maggior generale e assegnato a capo della 18 Brigata fanteria. Incarico che svolse fino allo scoppio della prima guerra mondiale quando a fine luglio 1914 fu nominato capo di Stato maggiore della 2ª Armata comandata dal generale Eduard von Böhm-Ermolli. Quest'ultimo non contento dell'operato di Mecenseffy durante la Battaglia di Galizia lo esonerò a fine settembre 1914. In seguito Mecenseffy fu nominato comandante delle retrovie della 4ª Armata guidata da Moritz Auffenberg von Komarów.
A gennaio 1915 prese il comando della 10ª Divisione assegnata alla 4ª Armata sostituendo il FML Theodor Hordt. Guidò la divisione con mano dura. Non esitò a far fucilare soldati per mantenere la disciplina e combattere fenomeni di sfaldamento. Nonostante ciò non poté evitare la diserzione di massa nel 36º reggimento di fanteria, reggimento composto da soldati di lingua ceca come gli altri reggimenti della sua divisione. Dopo l'accaduto a fine maggio 1915 richiese lo scioglimento del reggimento. Fu l'unico reggimento delle forze armate austro-ungariche che non fu più ricostituito durante la Prima guerra mondiale.
Comandò la 10ª Divisione durante l'Offensiva di Gorlice-Tarnów. Ai primi d'agosto 1915 la sua divisione fu assegnata dalla 4ª alla 1ª Armata comandata da Paul Puhallo von Brlog e con la quale partecipò all'Offensiva del Bug. Nel 1915 seguì anche la promozione a Feldmarschallleutnant.

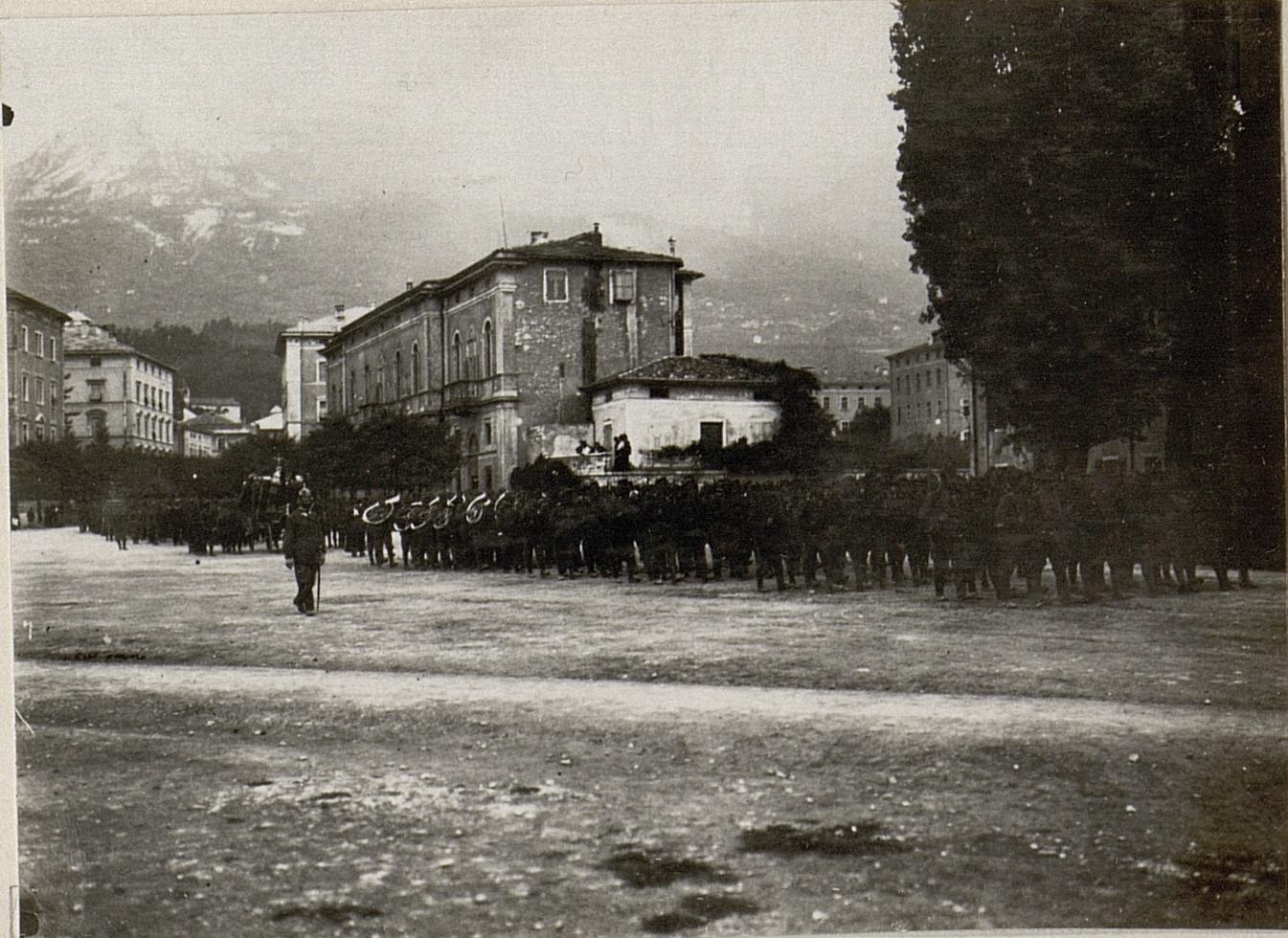
Funerale di von Mecenseffy

Rimase sul fronte orientale fino alla primavera del 1916 quando la sua divisione nel frattempo assegnata alla 3ª Armata di Hermann Kövess partecipò all'Offensiva di primavera, nota anche come Strafexpedition, sul fronte italiano. In seguito all'offensiva rimase con la sua divisione dislocata sull'Altopiano di Asiago. Lasciò la 10ª Divisione nell'agosto del 1916 quando venne sostituito dal FML Emil Lischka. Nel settembre dello stesso anno prese il comando della 6ª Divisione, schierata anche sull'Altopiano di Asiago, succedendo il GM Rudolf Müller. Guidò la 6ª Divisione durante la Battaglia del monte Ortigara nel giugno 1917, mantenendone il comando sino al giorno della sua morte, avvenuta il 6 ottobre 1917, a seguito dello scoppio di una granata sparata da Cima della Caldiera mentre transitava in automobile lungo la Kaiser Karl Straße. Sepolto inizialmente sull'Altopiano di Asiago, il suo corpo venne esumato subito dopo su disposizione del Capo di stato maggiore Franz Conrad von Hötzendorf e trasferito nella cripta di famiglia a Vienna, nel cimitero di Döbling, dove tuttora riposa.

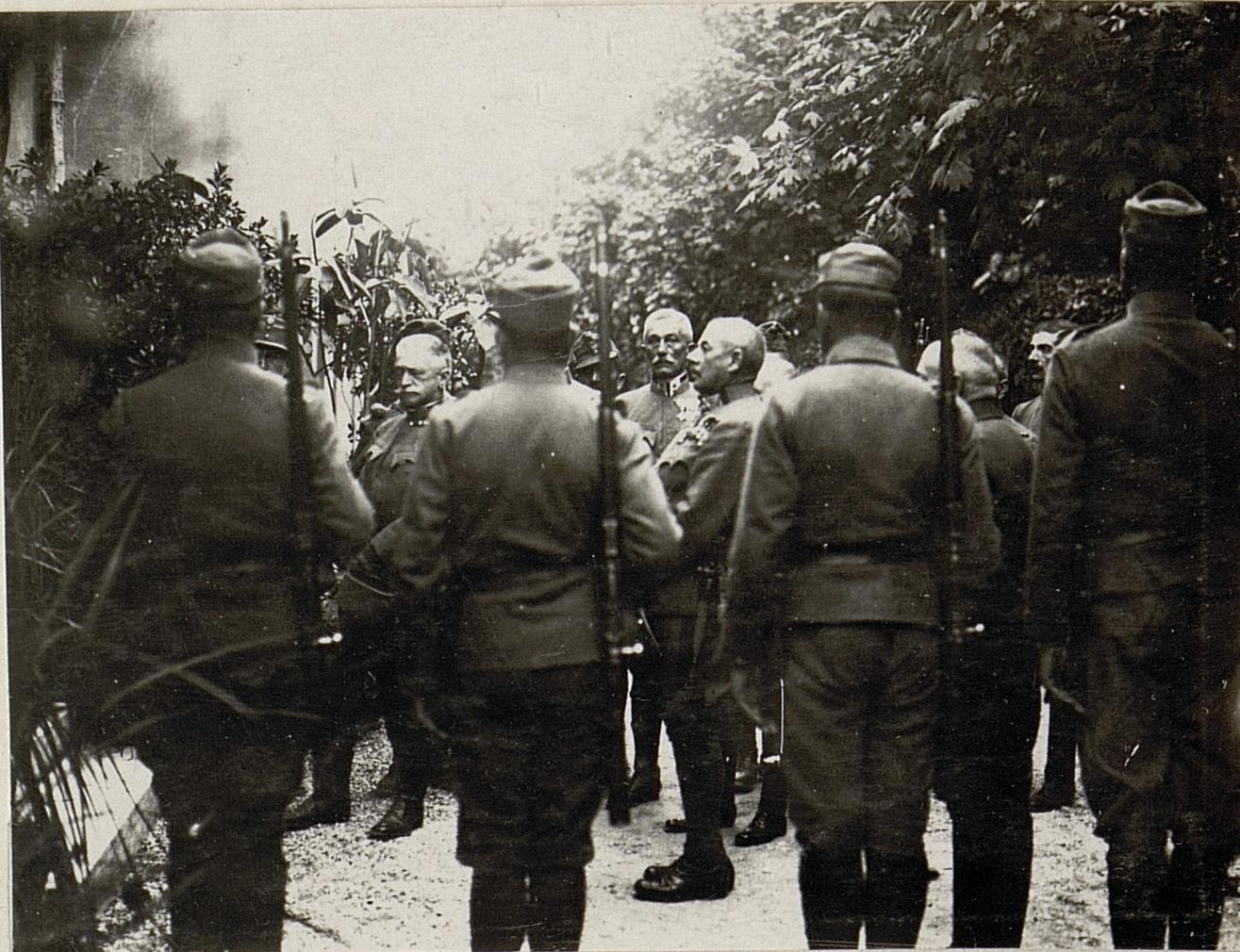
Funerale di von Mecenseffy

Dei 7 generali austroungarici morti durante la prima guerra mondiale, von Mecenseffy fu quello, all'interno dell'esercito comune, col grado più elevato.

## Onorificenze
Fonte